# 奥耶
奥耶，使用于挪威的挪威语的名。其变体有使用于丹麦的丹麥語姓名奥格，以及使用于瑞典的瑞典语姓名奥克。以下知名人物使用此名：
- 奥耶·伦德斯特伦（1890年6月8日－1975年9月26日），瑞典男子马术运动员。